# Melloria quoyi
Melloria quoyi é uma espécie de ave da família Artamidae.
Pode ser encontrada nos seguintes países: Austrália, Indonésia e Papua-Nova Guiné.
Os seus habitats naturais são: florestas secas tropicais ou subtropicais, florestas subtropicais ou tropicais húmidas de baixa altitude e florestas de mangal tropicais ou subtropicais.